# Danny Glover
Chief Danny Lebern Glover (* 22. července 1946, San Francisco) je americký herec, filmový režisér a politický aktivista. Proslul svojí rolí detektiva Rogera Murtaugha ve filmové sérii Smrtonosných zbraní.

## Život
Narodil se v San Franciscu ve Spojených státech amerických, jako syn Carrie a Jamese Gloverových. Oba dva byli zaměstnáni jako poštovní úředníci, a byly členy National Association for the Advancement of Colored People (NAACP- v překladu: Národní asociace pro podporu barevných lidí), organizace, snažící se o zrovnoprávnění černých. Vyrůstal s láskou ke sportu, stejně jako jeho otec.
Promoval na sanfranciské škole George Washingtona. Poté studoval Americkou univerzitu a Sanfranciskou státní univerzitu. Na univerzitě se také setkal se svou budoucí manželkou, Asakou Bomani, kterou si vzal v roce 1975. Jejich jediná dcera, Mandisa, se narodila 5. ledna 1976. V současné době probíhá rozvodové řízení.
6. dubna 2009 získal titul náčelníka kmene Igbo, žijícího ve státě Imo v Nigérii. V místním jazyce získal jméno Enyioma of Nkwerre, což v překladu znamená dobrý přítel.

## Filmografie

### Film
- 1979 – Escape from Alcatraz (Útěk z Alcatrazu) – jako Inmate
- 1981 – Chu chu and the Philly Flash – jako Morgan
- 1982 – Deadly Drifter – jako Jojo/Roland
- 1984 – Iceman – jako Loomis
- 1984 – Places in the Hearth – jako Moze
- 1985 – Witness – jako detektic poručík James McFee
- 1985 – Silverado – jako Malachi 'Mal' Johnson
- 1985 – The Color Purple – jako Albert
- 1987 – Lethal Weapon (Smrtonosná zbraň) – jako seržant Roger Murtaugh
- 1988 – Bat* 21 (Bat*21) – jako kap. Bartholomew Clark
- 1989 – Lethal Weapon 2 (Smrtonosná zbraň 2) – jako seržant Roger Murtaugh
- 1990 – To Sleep with Anger – jako Harry
- 1990 – Predator 2 (Predátor 2) – jako poručík Mike Harrigan
- 1991 – Flight of the Intruder – jako velitel Frank 'Dooke' Camparelli
- 1991 – Grand Canyon – jako Simon
- 1991 – Pure Luck – jako Raymond Campanella
- 1992 – Lethal Weapon 3 (Smrtonosná zbraň 3) – jako seržant Roger Murtaugh
- 1993 – The Saint of Fort Washington – jako Jerry/vypravěč
- 1993 – Bopha! – jako Micah Mangena
- 1994 – Maverick – jako Bank Robber
- 1994 – Angels in the Outfield – jako George Knox
- 1995 – Operation Dumbo Drop (Operace Slon) – jako kap. Sam Cahill
- 1997 – The Rainmaker – jako soudce Tyrone Kipler
- 1997 – Gone Fishin' – jako Gus Green
- 1997 – Switchback – jakoBob Goodall
- 1998 – Lethal Weapon 4 (Smrtonosná zbraň 4) – jako seržant Roger Murtaugh
- 1998 – The Prince of Egypt – jako Jethro
- 1998 – Beloved – Paul D. Garner
- 1998 – Antz (Mravenec Z) – jako Barbatus (jen hlas)
- 2000 – Boesman and Lena
- 2001 – 3 A.M. – jako Charles 'Hershey' Riley
- 2001 – The Royla Tenenbaums – jako Henry Sherman
- 2004 – The Cookout – jako soudce Crowley
- 2004 – Saw (Saw) – jako detektiv David Tapp
- 2005 – Manderlay – jako Wilhelm
- 2005 – Missing in America – jako Jake Neeley
- 2006 – Bamako – jako Cow-boy
- 2006 – Barnyard (U nás na farmě) – jako mula Miles (jen hlas)
- 2006 – The Shaggy Dog – jako Ken Hollister
- 2006 – Dreamgirls – jako Marty Madison
- 2007 – Odstřelovač – jako plukovník Isaac Johnson
- 2007 – Poor Boy's Game – jako George
- 2007 – Battle for Terry – jako prezident Chen
- 2007 – Honeydripper – jako Tyrone Purvis
- 2008 – Be Kind Rewind (Prosíme, přetočte) – jako pan Fletcher
- 2008 – Gospel Hill – jako John Malcolm
- 2008 – Blindness – jako stařík s páskou přes oko/vypravěč
- 2008 – Saw V (Saw V) – jako detektiv David Tapp
- 2008 – Unstable Fables: Turtoise vs. Hare – jako Walter Turtoise (jen hlas)
- 2009 – Night Train – jako Miles
- 2009 – Por Vida – jako pan Shannon
- 2009 – Stride – jako James 'Honeybear' Powell
- 2009 – The Harymaya Bridge – jako Joseph Holder
- 2009 – 2012 – jako prezident Wilson
- 2009 – Toussaint
- 2010 – Legendary – jako Harry 'Red' Newman
- 2011 – Mysteria – jako Investigator
- 2013 – Highland Park – jako Ed
- 2015 – Lekce života – jako Edward Collins
- 2015 – Diablo – jako Benjamin Carver
- 2016 – Děda je lotr – jako Stinky
- 2018 – Gentleman s pistolí – jako Teddy
- 2019 – Jumanji: Další level – jako Milo
- 2023 – Zlobivá devítka – jako Santa Claus
- 2023 – Double Soul – jako Michael Tedeschi